# Hemiceras affinis
Hemiceras affinis är en fjärilsart som beskrevs av Druce 1905. Hemiceras affinis ingår i släktet Hemiceras och familjen tandspinnare. Inga underarter finns listade i Catalogue of Life.